# Fredegiso de Tours
Fredegiso o Fridugio de Tours fue un teólogo medieval anglosajón del renacimiento carolingio a caballo entre los siglos VIII y IX. No se conoce con exactitud su fecha de nacimiento. Su probable fecha de fallecimiento es el año 834.
Siguió a su maestro Alcuino de York a la Schola palatina de Aix-la-Chapelle, donde se convirtió en diácono bajo el nombre de Nathaniel. En 782 marchó con Alcuino a la corte de Carlomagno. Participó en diversas controversias, en particular contra Agobardo. Cuando en 796 Alcuino se convirtió en abad de Saint-Martin de Tours, parece que aún seguía en la corte de Carlomagno. Pero en 804 sucedió a su maestro Alcuino como abad de Saint-Martin de Tours. En 819 fue nombrado canciller del emperador Luis el Piadoso, y al año siguiente se convirtió en abad de Saint-Bertin en Saint-Omer.
Es conocido por haber escrito diversos poemas y dos tratados en forma de cartas o epístolas: De substantia nihili et tenebrarum y Epistola de nihilo et tenebris, este último contra la obra del nominalista Agobardo. Intenta probar que la nada es algo (pues todo nombre indica algo...). Tiene en mente la idea de la creación ex nihilo ("de la nada"), y considera esta "nada" como una materia común desde la cual Dios habría creado el mundo. Existe ed. crítica moderna y estudio introductorio de C. Gennaro (Padua: CEDAM, 1963).